# S.A. de Transport Aérien
S.A. de Transport Aérien, im Markenauftritt verkürzt SATA, war eine schweizerische Charterfluggesellschaft, die ihren Betrieb im Jahr 1978 eingestellt hat.

## Geschichte
SATA wurde 1966 in Genf gegründet. Als erste Flugzeuge wurden für Regionalflüge nach Frankreich Kleinmaschinen der Typen Cessna 172 und Cessna 206 eingesetzt. Später folgten eine Cessna 401, eine Pilatus PC-6 Turbo-Porter und ein Helikopter Hughes 300. 1968 kaufte SATA von der Swissair mit einer Convair CV-440 Metropolitan ein erstes Verkehrsflugzeug. Im Frühjahr 1969 mietete SATA von der irischen Aer Lingus bis Ende 1971 insgesamt zwei Vickers Viscount.
SATA entwickelte sich zu einer interkontinental tätigen Fluggesellschaft. So setzte das Unternehmen unter anderem auch eine Caravelle im Wetlease für Air Ceylon  vom Ratmalana Airport in Colombo nach Bangkok, Bombay, Karatschi, Kuala Lumpur und Singapur ein. Zu ihren besten Zeiten flog die damals drittgrösste schweizerische Fluggesellschaft (nach Swissair und Balair) unter anderem nach New York, Los Angeles, La Paz und Bangkok.
Der Caravelle-Unfall in Madeira trug massgeblich zur Insolvenz des Unternehmens bei. Die Behörden entzogen der SATA zudem am 23. August 1978 die Betriebsbewilligung. Aus der Konkursmasse wurde mit einem Teil des Personals und neuem Management durch die Swissair die Compagnie de transport aérien (CTA) gegründet.

## Flotte

### Flotte bei Betriebseinstellung
- Douglas DC-8-53 und DC-8-63CF
- Sud Aviation Caravelle-10B1 R

### Zuvor eingesetzte Flugzeuge
- Cessna 172
- Cessna 206
- Cessna 401
- Convair CV-440 Metropolitan
- Convair CV-640
- Pilatus PC-6 Turbo-Porter
- Vickers Viscount 803, 808

## Zwischenfälle
Während ihrer Existenz von 1966 bis zur Betriebseinstellung 1978 ereigneten sich bei SATA zwei Totalschäden von Flugzeugen. Beim zweiten Unfall kamen 36 Menschen ums Leben.
- Am 17. Juli 1973 schlug eine Convair CV-640 der SATA (Luftfahrzeugkennzeichen HB-IMM) bei der Landung auf dem Flughafen Tromsø heftig auf der Landebahn auf und sprang erneut in die Luft. Beim zweiten Aufprall – auf das Bugfahrwerk – brach dieses zusammen. Alle 60 Insassen überlebten den Unfall. Das Flugzeug wurde zum Totalschaden.[6]

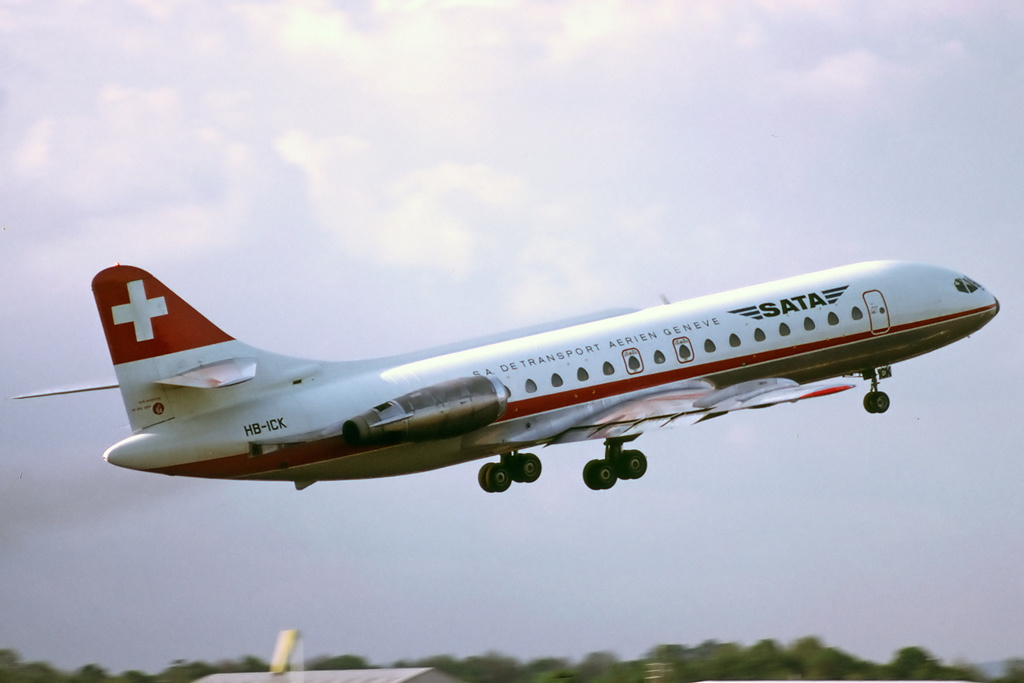
Die Caravelle HB-ICK der SATA, deren Unfall am 18. Dezember 1977 den Niedergang des Unternehmens einleitete

- Am 18. Dezember 1977 flog die Caravelle-10B1R der SATA mit dem Kennzeichen HB-ICK im Auftrag des Reiseveranstalters Airtour Suisse von Zürich nach Madeira. Beim nächtlichen Landeanflug auf den Flughafen Madeira prallte sie infolge eines verfrühten Sinkflugs auf dem Meer auf. Die Fluglotsen hatten gemäss Agenturmeldungen versucht, der Besatzung die ungenügende Flughöhe mitzuteilen.[7] Das Flugzeug versank innerhalb von zwei Minuten in rund 105 Meter Wassertiefe.[3] Von den 57 Insassen überlebten 21 den Unfall.[8] Das Flugzeug war nur eine Woche zuvor von einer Wartung in Toulouse zurückgekehrt.[7] Der Kommandant war Line Check Pilot für die Strecke nach Madeira und bestens mit dem Flughafen vertraut.[7] Im Jahr 2011 schrieb die NZZ, beide Piloten seien nicht zur Landung bei Nacht auf diesem schwierig anzufliegenden Flughafen berechtigt gewesen.[3] Das System der Sitzgurte der HB-ICK wurde nach dem Unfall verboten; offensichtlich war es einigen Personen nicht gelungen, sie zu öffnen.[9] Das Wrack der Caravelle wurde erst im Oktober 2011, 34 Jahre nach dem Unfall, von portugiesischen Hobbytauchern entdeckt (siehe auch S.A.-de-Transport-Aérien-Flug 730).[3][10]